# Institutet för rättshistorisk forskning
Institutet för rättshistorisk forskning är en forskningsstiftelse som bildades 1947 i Stockholm.

## Historik
Institutet för rättshistorisk forskning, även kallad Olinska stiftelsen, instiftades 1947 av makarna Carin och Gustav Olin, hovrättsråd i Svea hovrätt. Redan i början av 1920-talet hade båda bestämt sig för att inrätta en stiftelse för främjandet av rättshistorisk forskning. Till en början skulle stiftelsen inleda sin verksamhet efter deras död men de ändrade sig och stiftelsen kom igång redan under deras livstid. Carin Olin kom från ett välbärgat hem vilket gav de ekonomiska förutsättningarna för projektet. På Gustav Olins 75-årsdag, den 19 november 1947, överlämnade makarna Olin till stiftelsen 2 500 aktier i Sandvikens Jernverk AB. Donationen fullföljdes av makarna genom inbördes testamente.

## Syfte och verksamhet
Stiftelsens ändamål är ”att främja svensk rättshistorisk forskning genom bearbetning av den svenska offentliga och privata rättens historia, den svenska rättsvetenskapens historia, rättslivets kulturhistoria samt publicering av rättskällor (lagar, lagförslag, andra rättsuppteckningar, domstolars protokoll och domböcker samt i handskrift föreliggande prejudikatssamlingar) om dessa källor förses med mera omfattande vetenskapliga inledningar och kommentarer”. 
Enligt stiftelsens föreskrifter skall institutet lämna ”ekonomiskt understöd för utarbetande av rättshistoriska undersökningar”. Vid sidan om forskarstipendier och bokutgivning hör också att anordna konferenser och seminarier. Institutets nuvarande (2022) ordförande är justitierådet Agneta Bäcklund.